# Hodges (Alabama)
Hodges és una població dels Estats Units a l'estat d'Alabama. Segons el cens del 2000 tenia 261 habitants.

## Demografia
Segons el cens del 2000, Hodges tenia 261 habitants, 98 habitatges, i 78 famílies. La densitat de població era de 32,5 habitants/km².
Dels 98 habitatges en un 32,7% hi vivien nens de menys de 18 anys, en un 62,2% hi vivien parelles casades, en un 14,3% dones solteres, i en un 19,4% no eren unitats familiars. En el 19,4% dels habitatges hi vivien persones soles l'11,2% de les quals corresponia a persones de 65 anys o més que vivien soles. El nombre mitjà de persones vivint en cada habitatge era de 2,66 i el nombre mitjà de persones que vivien en cada família era de 3,05.
Per edats la població es repartia de la següent manera: un 23% tenia menys de 18 anys, un 10% entre 18 i 24, un 26,1% entre 25 i 44, un 23,8% de 45 a 60 i un 17,2% 65 anys o més.
L'edat mediana era de 39 anys. Per cada 100 dones hi havia 97,7 homes. Per cada 100 dones de 18 o més anys hi havia 97,1 homes.
La renda mediana per habitatge era de 33.750 $ i la renda mediana per família de 38.333 $. Els homes tenien una renda mediana de 35.625 $ mentre que les dones 17.500 $. La renda per capita de la població era de 25.239 $. Aproximadament el 14% de les famílies i el 13,4% de la població estaven per davall del llindar de pobresa.

## Poblacions més properes
El següent diagrama mostra les poblacions més properes.